# Heteronebo pumilus
Espèce
Heteronebo pumilus est une espèce de scorpions de la famille des Diplocentridae.

## Distribution
Cette espèce est endémique du département du Sud en Haïti. Elle se rencontre vers Les Cayes.

## Publication originale
- Armas, 1981 : Primeros hallazgos de la familia Diplocentridae (Arachnida: Scorpionida) en la Espanola. Poeyana, no 213, p. 1-12.